# Square Co.
Square Company, Limited (株式会社スクウェア Kabushiki-gaisha Sukuwea) var et Japansk videospilsfirma, der blev grundlagt i 1986 af Masafumi Miyamoto og Hironobu Sakaguchi. I 2003 slog firmaet sig dog sammen med Enix, og tilsammen udgør de nu firmaet Square Enix.
Spuare's spil blev oprindelig kun produceret til Nintendos Nintendo Family Computer den såkaldte "Famicom" bedre kendt i vesten som Nintendo Entertainment System.
The Disk Original Group (DOG) var et samarbejde mellem syv japanske videospilsfirmaer:
- Square Co., Ltd.
- MicroCabin
- Thinking Rabbit Co., Ltd.
- Carry Lab
- System Sacom Corp.
- XTALSOFT
- HummingBirdSoft.

Samarbejdet begyndte i 1986, hvor Square Co. var den ledende instans. Formålet med samarbejdet var at producere kvalitetsspil til Famicom Disk System. Eftersom Square sad som leder af projektet blev alle DOG-spillene udgivet som Squarespil. Square har dog kun produceret enkelte af de i alt elleve spil udarbejdet under samarbejdet. Spillene fangede ikke interessen fra de tiltænkte købere og i 1987 var Square tæt på at gå fallit. Som et sidste farvel udgav firmaet RPG-spillet Final Fantasy.
At dette spil var tiltænkt som deres sidste, og at der på daværende tidspunkt ikke var tiltænkt efterfølgere kan være grunden til, at ethvert Final Fantasy spil omhandler nye verdner og karakterer.[kilde mangler]